# Frankenwald - Schieferbrüche um Lehesten
Frankenwald - Schieferbrüche um Lehesten este o arie protejată (arie de protecție specială avifaunistică — SPA) din Germania întinsă pe o suprafață de 7.209 ha, integral pe uscat.

## Localizare
Centrul sitului Frankenwald - Schieferbrüche um Lehesten este situat la coordonatele 50°25′24″N 11°33′19″E / 50.4233°N 11.5553°E.

## Înființare
Situl Frankenwald - Schieferbrüche um Lehesten a fost declarat arie de protecție specială avifaunistică în mai 2007 pentru a proteja 26 de specii de animale.

## Biodiversitate
Situată în ecoregiunea continentală, aria protejată nu include niciun habitat protejat.
La baza desemnării sitului se află mai multe specii protejate de  păsări (26): fluierar de munte (Actitis hypoleucos), minunița (Aegolius funereus), pescăruș albastru (Alcedo atthis), fâsă de luncă (Anthus pratensis), cocoșul de mesteacăn (Bonasa bonasia), buha (Bubo bubo), Charadrius dubius curonicus, barză neagră (Ciconia nigra), mierla de apă (Cinclus cinclus), ciocănitoare neagră (Dryocopus martius), Falco peregrinus peregrinus, muscar (Ficedula parva), becațină comună (Gallinago gallinago), ciuvică (Glaucidium passerinum), sfrâncioc roșiatic (Lanius collurio), ciocârlie de pădure (Lullula arborea), gaia roșie (Milvus milvus), viespar (Pernis apivorus), ciocănitoare verzuie (Picus canus), mărăcinar (Saxicola rubetra), mărăcinar negru (Saxicola torquatus), sitar de pădure (Scolopax rusticola), turturică (Streptopelia turtur),  cocoș de munte (Tetrao urogallus), fluierarul de zăvoi (Tringa ochropus), nagâț (Vanellus vanellus).